# Православие в Испании
Правосла́вие в Испа́нии — православная церковь в преимущественно католической Испании представлена четырьмя юрисдикциями: Константинопольский патриархат, Русская православная церковь,  Сербская православная церковь, Румынская православная церковь.

## Современное состояние
Численность православных в стране начала увеличиваться с начал 1990-х годов, когда в Испанию устремился поток трудовых мигрантов из Восточной Европы. Среди них преобладают румыны (до 1 млн чел.), также болгары, русские, украинцы, молдаване и др. Численность православных в стране составляет около 1,5 млн человек. К настоящему времени в стране установились различные исторические патриархаты, под опекой которых действуют стабильные приходы разного этнического происхождения, со своими органами управления.

### Константинопольский патриархат
В 2003 году греческие православные приходы на территории Испании и Португалии были выделены из состава Галльской митрополии и объединены в Испанскую и Португальскую митрополию, насчитывающую в тот момент 7 приходов на территории Испании. 
Кафедральный собор епархии — Андреевский собор в Мадриде, построенный в 1973 году благодаря усилиям настоятеля греческого прихода протоиерея Димитрия Циампарлиса. Большинство паствы константинопольских приходов в начале XXI века составляли выходцы из Болгарии и Украины.
С 25 января 2021 года епархию возглавляет митрополит Виссарион (Комзиас).

### Русская церковь
В 1761 году в Мадриде был основан приход в честь святой Марии Магдалины, который просуществовал до 1882 года.
До 2018 года территория Испании входила в Корсунскую епархию Московского патриархата. Существовало также несколько общин
В 2001 году был образован приход Московского патриархата в честь Рождества Христова, арендующий помещения бывшей мебельной мастерской. Ставился вопрос о строительстве постоянного храма Московского патриархата, который был решён после визита в Испанию Президента России Д. А. Медведева в марте 2009 года. 1 марта 2009 года С. В. Медведева посетила русский приход, а в продолжение визита мэр Мадрида Альберто Руис-Гальярдон пообещал решить вопрос о выделении участка земли для строительства храма Московского патриархата. 5 октября 2011 года получено официальное разрешение на строительство храма Русской Православной Церкви в испанской столице.
6 декабря 2011 года епископ Егорьевский Марк (Головков) и епископ Корсунский Нестор (Сиротенко) в присутствии С. В. Медведевой и княгини Марии Владимировны освятили закладной камень в основание храма Рождества Христова в Мадриде.
В декабре 2018 года решением Священного синода РПЦ был учреждён Патриарший Экзархат в Западной Европе с центром в Париже, в составе которого была образована Испанско-Португальская епархия; епархиальному архиерею Испанско-Португальской епархии определено иметь титул «Мадридский и Лиссабонский».

### Сербская православная церковь
В настоящее время Сербская православная церковь в Испании насчитывает 16 приходов.

### Румынская православная церковь

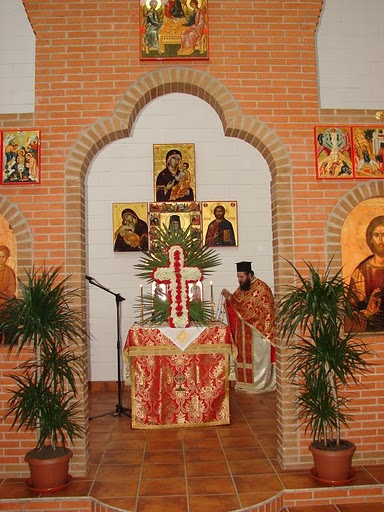
Богослужение в румынском приходе св. Нектария

В октябре 2007 года Священный синод Румынской церкви учредил Испанскую и Португальскую епархию в составе своей митрополии Западной и Южной Европы.